# Nancy Speck
Nancy Speck é hematologista nos Estados Unidos e trabalha na Universidade da Pensilvânia. Ela é especialista em pesquisas com células-tronco.
Em 2019, Speck foi eleita para a Academia Nacional de Ciências.